# Aero Vodochody
Aero Vodochody (oftest blot omtalt som Aero; Vodochody er en stedbetegnelse) er en tjekkisk (tidligere tjekkoslovakisk) flyproducent, der primært er kendt for sine designs af træningsflyene L-29 Delfin, L-39 Albatros, L-59 Super Albatros samt det lette kampfly L-159 Alca.
Aero Vodochody blev grundlagt i 1919. Efter fløjlsrevolutionen i 1989, hvor det kommunistiske regime brød sammen, og hvor tilsvarende omvæltninger fandt sted i Østeuropa, mistede selskabet en stor del af sit marked for salg af jetbaserede træningsfly, og selskabet oplevede i begyndelsen af 1990'erne en betydelig nedgang i salget. Aero blev i 1998 overtaget af amerikanske Boeing, der imidlertid solgte selskabet igen i 2004.
I oktober 2006 blev Aero atter privatiseret, da en Tjekkisk-slovakisk investeringsvirksomhed, Penta Investments, købte selskabet for ca. 3 milliarder CZK.
I dag fremstiller Aero Vodochody helikopteren Sikorsky S-76 på licens samt en række dele til andre producenters fly.
Aero har endvidere opgraderet sine landingsbaner ved Vodochody Airport nær Prag, således at lufthavnen i dag har international standard og kan håndtere lavprisselskaber og charterfly til og fra Prag.

## Fly

### Før 2. verdenskrig
- Aero Ae 01 (1919, træningsfly, baseret på Hansa-Brandenburgs B.I)
- Aero Ae 02 (1920, jagerfly)
- Aero Ae 03 (1921, prototype rekognosceringsfly)
- Aero Ae 04 (1921, prototype jagerfly videreudviklet fra Ae 02)
- Aero A.8 (passagerfly)
- Aero A.10 (1922, passagerfly)
- Aero A.11 (1924, rekognosceringsfly/let bombefly videreudviklet fra A.12)
- Aero A.12 (1923, rekognosceringsfly/let bombefly)
- Aero A.14 (1922, rekognosceringsfly/postfly)
- Aero A.15 (ombygget A.14)
- Aero A.16 (1926, nat-bombefly projekt)
- Aero A.17 (1922, søfly)
- Aero A.18 (1923, jagerfly videreudviklet fra Ae 02, Ae 04 og A.11)
- Aero A.19 (1923, prototype jagerfly)
- Aero A.20 (1923, prototype jagerfly)
- Aero A.21 (nat-træningsfly videreudviklet fra A.11)
- Aero A.22 (videreudvikling fra A.11)
- Aero A.22 (II) (ikke-realiseret projekt for fir-motoret tungt bombefly)
- Aero A.23 (1925, passagerfly)
- Aero A.24 (1924, prototype tomotoret bombefly)
- Aero A.25 (træningsfly videreudviklet fra A.11)
- Aero A.26 (rekognosceringsfly videreudviklet fra Ae 10)
- Aero A.27 (1926, videreudviklet A.24)
- Aero A.27 (II) (1925, projekt for 12-sædet passagerfly)
- Aero A.28 (to-sædet træningsfly)
- Aero A.29 (1927, søfly videreudviklet fra A.11)
- Aero A.30 (1926, prototype rekognosceringsfly/let bombefly videreudviklet fra A.11)
- Aero A.31 (enkelt-sædet jagerfly projet)
- Aero A.32 (1927, rekognosceringsfly/bombefly videreudviklet fra A.11)
- Aero A.33 (1928, projekt for tre-motoret 14-sæders passagerfly)
- Aero A.34 (1929, let sportsfly)
- Aero A.35 (passagerfly)
- Aero A.36 (1926, projekt for tre-motoret biplan-bombefly)
- Aero A.38 (passagerfly)
- Aero A.40 (1926, projekt til hastighedskonkurrence-fly)
- Aero A.42 (1929, prototype bombefly)
- Aero A.44 (1931, projekt tungt bombefly)
- Aero A.46 (1931, prototype træningsfly)
- Aero A.48 (1932, projekt for 8-sædet passagerfly)
- Aero A.49 (1932, 2-sædet ultralet fly)
- Aero A.55 (1933?, projekt ultralet fly)
- Aero A.60 (1933, projekt højhastigheds tre-motoret 6-sædet transportfly)
- Aero A.100 (1933, rekognosceringsfly/let bombefly videreudviklet fra A.430)
- Aero A.101 (rekognosceringsfly/let bombefly videreudviklet fra A.100)
- Aero A.102 (1934, prototype jagerfly)
- Aero A.104 (1937, prototype rekognosceringsfly/let bombefly videreudviklet fra A.101)
- Aero A.125 (videreudviklet A.25)
- Aero A.130 (videreudviklet A.30)
- Aero A.134 (1929, videreudviklet A.34)
- Aero A.200 (1934, sportsfly)
- Aero MB.200 (1935, Bloch MB.200 fremstillet under licens)
- Aero A.202 (1934, twin engine 14-seat passagerfly project)
- Aero A.204 (1936, prototype for fir-motoret passagerfly)
- Aero A.206 (1936, prototype for A.300)
- Aero A.210 (1936–37, passagerfly-projekt)
- Aero A.212 (1937, projekt transportfly)
- Aero A.230 (1930, produktionversion af A.30)
- Aero A.300 (1938, bombefly videreudviklet fra A.304)
- Aero A.302 (1936, projekt angrebsfly)
- Aero A.304 (1937, bombefly videreudviklet fra A.204)
- Aero A.321 (angrebsfly af A.32 til det finske luftvåben)
- Aero A.330 (videreudviklet A.230)
- Aero A.351
- Aero A.404 (bombefly projekt videreudviklet fra A.304)
- Aero A.430 (prototype for A.100)

### Efter 2. verdenskrig
- Aero Ae-45 (1947, to-motoret transportfly)
- Aero Ae 145 (II) (1948, 5-sædet version af Ae-45, ikke sat i produktion)
- Aero Ae 50 (1949, prototype rekognosceringsfly)
- Aero Ae-145 (1955, videreudviklet Ae-45)
- Aero Ae-148 (1949, to-motoret, 12-sædet passagerfly-projekt)
- Aero Ae-245
- Aero Ae-345 (eksperimental videreudviklet Ae-45)
- Aero Ae 270 Ibis (2000)
- Aero HC-2 Heli Baby (1954)
- Aero L-60 Brigadýr (1955)
- Aero L-29 Delfín (1963–1974)
- Aero L-39 Albatros (1970–1997)
- Aero L-59 Super Albatros (1992–96)
- Aero L-159 Alca (1997–2003)
- Aero L-229 (enkeltsædet version af L-29 til let angrebsfly)
- Aero L-260 (1960, L-60 med Praga M-208D motor)
- Aero L-260 (1970, projekt for 10-sædet multirollefly)
- Aero L-360 (1960, L-60 med en Ivchenko AI-14R motor)
- Aero S-102 Licensbygget version af det sovjetiske Mikojan-Gurevitj MiG-15 jagerfly
- Aero CS-102 Licensbygget version af det sovjetiske Mikojan-Gurevitj MiG-15UTI træningsfly
- Aero S-103 Licensbygget version af det sovjetiske Mikojan-Gurevitj MiG-15bis jagerfly
- Aero S-104 Licensbygget version af det sovjetiske Mikojan-Gurevitj MiG-17PF jagerfly
- Aero S-105 Licensbygget version af det sovjetiske Mikojan-Gurevitj MiG-19S jagerfly
- Aero S-106 (1960s) Licensbygget version af det sovjetiske Mikojan-Gurevitj MiG-21F-13 jagerfly
- Sikorsky S-76 Licensbygget version af den amerikanske helikopter

### I udvikling
- Aero L-39NG[5]

## Nuværende produktion
I dag fremstiller Aero Vodochody følgende:
- Sikorsky S-76, licensproduktion af amerikansk helikopter
- Embraer KC-390, sektioner til transportflyet KC-390
- Bombardier CSeries, dele til vingen
- Sikorsky UH-60 Black Hawk, dele af cockpit
- Alenia C-27J Spartan, dele af vingen
- Saab JAS 39 Gripen, pyloner
- Embraer 170 og Embraer 190, dele til flyenes døre
- Boeing F/A-18E/F Super Hornet, dele af våbensystemerne
- Airbus A320-familien, en række forskellige leverancer og projekter
- Let L-410 Turbolet, dele til understellet